# SN 2010Q
SN 2010Q – supernowa typu Ic odkryta 15 stycznia 2010 roku w galaktyce A102627+3901. W momencie odkrycia miała maksymalną jasność 19,20m.